# Denise-Zwergseepferdchen
Das Denise-Zwergseepferdchen (Hippocampus denise) ist eines der kleinsten bekannten Seepferdchen. Die Fische wurden 2001 von dem australischen Unterwasserfotografen Rudie Kuiter entdeckt, aber zunächst für Jungtiere des Zwerg-Seepferdchens (Hippocampus bargibanti) gehalten. 2003 wurden sie nach Untersuchungen von jungen Zwerg-Seepferdchen und der Beobachtung von Hippocampus-denise-Männchen als eigene Art erkannt, beschrieben und nach der Unterwasserfotografin Denise Nielsen-Tackett benannt.

## Verbreitung und Lebensweise
Denise-Zwergseepferdchen leben in den Korallenriffen des westlichen Pazifik von Indonesien bis Vanuatu und Palau. Sie halten sich stets gut getarnt in Gorgonien der Gattungen Annella, Echinogorgia und Muricella in Tiefen von dreizehn bis neunzig Metern unter dem Meeresspiegel auf. Die Fische sind lebhafter als die Zwerg-Seepferdchen und schwimmen in ihren Gorgonien auch frei umher.

## Merkmale
Denise-Zwergseepferdchen werden 1,35 Zentimeter lang. Ihr einfarbig gelber oder oranger Körper ist von warzenartigen Tuberkeln bedeckt, die aber viel kleiner als beim Zwerg-Seepferdchen sind. So sind sie besser in ihrer wichtigsten Wirtskoralle Annella reticulata, die ihre Polypen vollständig in die Äste zurückziehen kann, geschützt. Das Denise-Zwergseepferdchen bewegt sich oft in seiner Wirtsgorgonie und ist deutlich aktiver als Hippocampus bargibanti.